# Bolgatanga
Bolgatanga je grad u Gani, glavni grad regije Upper East i sjedište distrikta Bolgatanga. U sjevernoj Gani grad nazivaju i Bolga. Nalazi se na sjeveroistoku zemlje, blizu granice s Burkinom Faso, sjeverno od doline rijeke Bijele Volte.
Kroz povijest je Bolgatanga bila mjesto gdje su dolazile trgovačke karavane iz Sahare. Danas je važno obrtničko i trgovačko središte.
Prema popisu iz 2000. godine, Bolgatanga je imala 49.162 stanovnika.

## Vanjske poveznice

### Ostali projekti
|  | Zajednički poslužitelj ima još gradiva o temi Bolgatanga |